# 1459-1450 v.Chr.
De jaren 1459-1450 v.Chr. (van de christelijke jaartelling) zijn een decennium in de 15e eeuw v.Chr..

## Gebeurtenissen

### Egypte
- 1458 v.Chr. - Koningin Hatsjepsoet overlijdt. Koning Thoetmosis III (1479 - 1425 v.Chr.) wordt de daadwerkelijke zesde farao van de 18e dynastie van Egypte.
- Het Egyptische leger verovert Gaza en na een beleg van zeven maanden wordt de stad Megiddo ingenomen. Egypte verwerft de heerschappij over het land van Kanaän
- 1457 v.Chr. - Thoetmosis III zorgt voor de grootste gebiedsuitbreiding van het Egyptische Rijk, ten oosten tot aan de Eufraat.
- 1456 v.Chr. - In de Tempel van Amon te Karnak wordt de Slag bij Megiddo vereeuwigd.
- 1455 v.Chr. - Thoetmosis III vereeuwigt de fauna en flora van de Levant die hij meeneemt naar Egypte.
- 1451 v.Chr. - Thoetmosis III begint een veldtocht naar het kustgebied van Palestina. Hij verovert de Phoenicische havens.
- 1450 v.Chr. - Thoetmosis III reist over zee naar Syrië en rukt op tot Kadesh.

### Griekenland
- 1450 v.Chr. - De Myceners ontdekken en veroveren de kustgebieden langs de Egeïsche Zee.
- De Myceners stichten de handelsstad Milete.
- De Myceners binden de strijd aan met Kreta. Het paleis van Knossos wordt vernietigd.
- De Myceners drijven handel in het westelijke en het oostelijke deel van de Middellandse Zee.
- Het lineair Myceense schrift, gebaseerd op het Kretenzische schrift wordt ontwikkeld.

1499-1490 · 1489-1480 · 1479-1470 · 1469-1460 · 1459-1450 · 1449-1440 · 1439-1430 · 1429-1420 · 1419-1410 · 1409-1400 · >>